# Пам'ятник Станіславу Косіору (Київ)
Па́м'ятник Стансілаву Косіору — пам'ятник, що був розташований у сквері на перетині вулиць Артема (нині вулиця Січових Стрільців) та Глибочицької з 1970 по 2008 рік.

## Опис
Пам'ятник радянському партійному діячеві, виконавцю геноциду українського народу Станіславу Косіору мав вигляд погруддя на постаменті, був виготовлений з граніту (перший варіант), бронзи (другий варіант). Загальна висота становила 5,7 м.
Пам'ятник було відкрито 29 квітня 1970 року. Перший варіант являв собою погруддя Косіора, виготовлене з граніту.
1984 року на тому ж постаменті було відкрито бронзове погруддя, зміни полягали також у тому, що на голові у Косіора з'явився кашкет. Офіційних підстав для заміни не було оприлюднено, проте серед киян побутувала думка, що причиною була велика кількість слідів від пташиного посліду на голові пам'ятника (за іншою версією, вигляд погруддя в попередньому варіанті спотворювали розводи від розталого снігу, дуже помітні на камені)
21 листопада 2008 року пам'ятник було демонтовано. Постамент також підлягає знесенню, але міська влада затягує цей процес. 13 січня 2010 року Апеляційний суд Києва за поданням СБУ визнав керівників більшовицького тоталітарного режиму Й.Сталіна, В.Молотова, Л.Кагановича, П.Постишева, С.Косіора, В.Чубаря, М.Хатаєвича винними у геноциді українського народу — Голодоморі 1932—1933 років. 4 жовтня 2020 року на місці постаменту було встановлено пам'ятник полковнику УНР Петру Болбочану.

Другий варіант пам'ятника
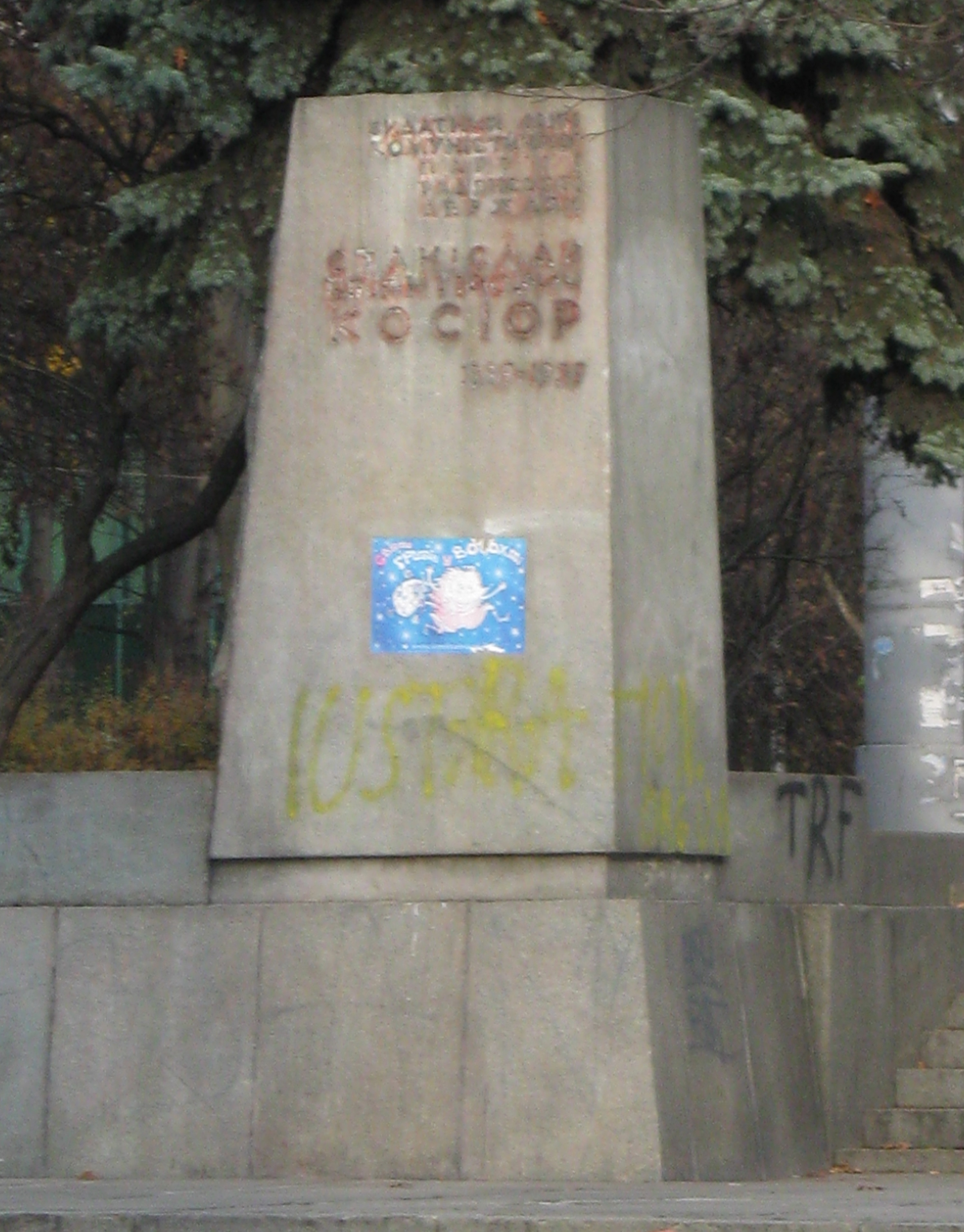
Постамент демонтованого у 2008 р. пам'ятника